# エモーショナル・ビート・フライデー
エモーショナル・ビート・フライデー（EMOTIONAL BEAT FRIDAY）は、TOKYO FMで放送されていたラジオ番組。

## 概要
- 通称「エモビ・フライデー」
- 月曜日～木曜日のエモーショナル・ビートとは異なり、箱番組を中心に構成されていた。

## 箱番組
- 東京発見バトルアワー
- 荻原次晴の海男山男
- 第一興商プレゼンツ カラKINGフライデー
- 第一興商プレゼンツ FRIDAY club DAM